# Barrio de Jalisco
Barrio de Jalisco är en ort i Mexiko.   Den ligger i kommunen Galeana och delstaten Nuevo León, i den centrala delen av landet, 600 km norr om huvudstaden Mexico City. Barrio de Jalisco ligger 1 716 meter över havet och antalet invånare är 102.
Terrängen runt Barrio de Jalisco är huvudsakligen kuperad, men åt nordost är den bergig. Terrängen runt Barrio de Jalisco sluttar österut. Runt Barrio de Jalisco är det mycket glesbefolkat, med 5 invånare per kvadratkilometer. Närmaste större samhälle är Galeana, 2,8 km öster om Barrio de Jalisco. Trakten runt Barrio de Jalisco består i huvudsak av gräsmarker.